# 붕따우 그리스도상

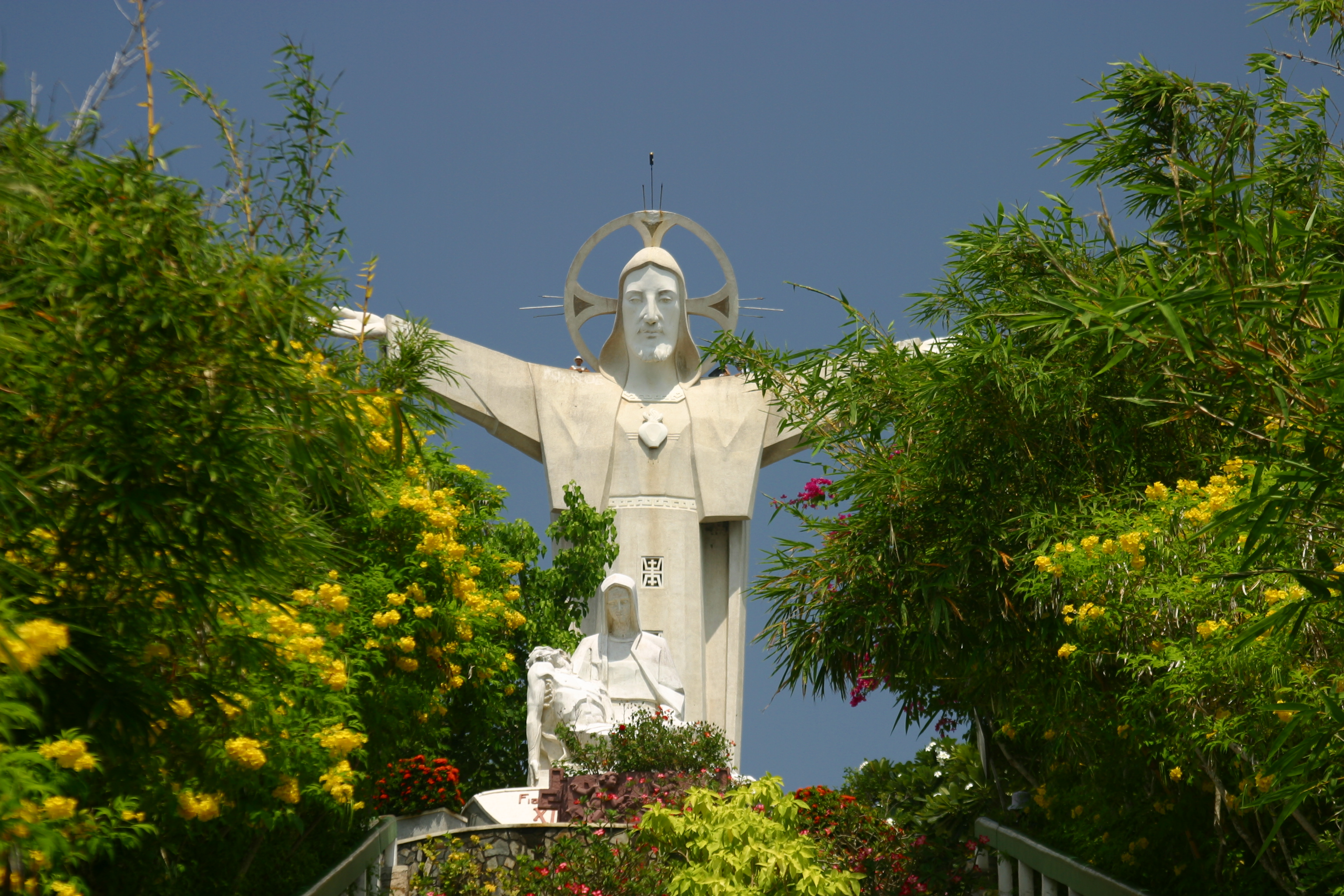
붕따우의 그리스도상

붕따우 그리스도상(베트남어: Tượng Chúa Kitô Vua)은 베트남 붕따우 뇨산에 서 있는 예수상이다. 베트남 카톨릭 협회는 1974년에 이 동상을 건립했고 1993년에 완공되었다.
높이는 32m로, 4m 높이에 서 있으며, 총 36m의 기념비 높이에 18.3m에 걸쳐 양팔을 좌우로 벌려서 뻗은 형상이다. 동상 안에는 133단계의 계단이 있다.
이 동상은 2012년 이후 아시아 전역에서 가장 큰 그리스도 동상으로, 1993년 복원 이후 기독교 피서객은 물론 베트남 전역의 기독교인들에게도 주요 순례지였다.

## 같이 보기
- 그리스도상
- 세계에서 가장 큰 조각상 목록